# Boulengers platte schildpad
Boulengers platte schildpad (Chersobius boulengeri) is een schildpad uit de familie landschildpadden (Testudinidae). De soort werd voor het eerst wetenschappelijk beschreven door James Edwin Duerden in 1906.
Boulengers platte schildpad bereikt een maximale schildlengte tot 11 centimeter, de kleur van het schild is bruin tot geel. De schildpad komt voor in del;en van Afrika en is endemisch in Zuid-Afrika. Mogelijk komt de soort ook voor in buurland Namibië.